# Cao Thiên Ý
Cao Thiên Ý (sinh ngày 1 tháng 7 năm 1998 tại Đại Liên) là một cầu thủ bóng đá người Trung Quốc hiện tại thi đấu cho Giang Tô Tô Ninh tại Giải bóng đá Ngoại hạng Trung Quốc.

## Sự nghiệp câu lạc bộ
Năm 2016, Cao Thiên Ý bắt đầu sự nghiệp chuyên nghiệp trong màu áo đội bóng Giải hạng Nhất Trung Quốc Thâm Quyến. Ngày 13 tháng 2 năm 2017, anh chuyển đến thi đấu cho đội bóng Giải bóng đá Ngoại hạng Trung Quốc Giang Tô Tô Ninh. Ngày 1 tháng 3 năm 2017, anh có trận đấu ra mắt cho Giang Tô Tô Ninh trong trận gặp Adelaide United ở AFC Champions League 2017, vào sân từ băng ghế dự bị thay cho Trương Hiểu Bân ở phút 80. Ngày 5 tháng 3 năm 2017, anh có màn ra mắt Giải bóng đá Ngoại hạng Trung Quốc trong chuyến làm khách thất bại 0-4 trước Thượng Hải Thân Hoa.

## Thống kê sự nghiệp
Thống kê chính xác tính đến trận đấu diễn ra ngày 11 tháng 11 năm 2018. 
| Thành tích câu lạc bộ | Thành tích câu lạc bộ | Thành tích câu lạc bộ              | Giải đấu | Giải đấu  | Cúp     | Cúp       | Cúp Liên đoàn | Cúp Liên đoàn | Châu lục | Châu lục  | Tổng cộng | Tổng cộng |
| Giải đấu              | Câu lạc bộ            | Giải đấu                           | Số trận  | Bàn thắng | Số trận | Bàn thắng | Số trận       | Bàn thắng     | Số trận  | Bàn thắng | Số trận   | Bàn thắng |
| Trung Quốc            | Trung Quốc            | Trung Quốc                         | Giải đấu | Giải đấu  | Cúp FA  | Cúp FA    | Cúp CSL       | Cúp CSL       | Châu Á   | Châu Á    | Tổng cộng | Tổng cộng |
| --------------------- | --------------------- | ---------------------------------- | -------- | --------- | ------- | --------- | ------------- | ------------- | -------- | --------- | --------- | --------- |
| 2016                  | Thâm Quyến            | Giải hạng Nhất Trung Quốc          | 16       | 0         | 1       | 0         | -             | -             | -        | -         | 17        | 0         |
| 2017                  | Giang Tô Tô Ninh      | Giải bóng đá Ngoại hạng Trung Quốc | 20       | 0         | 2       | 0         | -             | -             | 3        | 0         | 25        | 0         |
| 2018                  | Giang Tô Tô Ninh      | Giải bóng đá Ngoại hạng Trung Quốc | 22       | 0         | 3       | 0         | -             | -             | -        | -         | 25        | 0         |
| Tổng cộng             | Trung Quốc            | Trung Quốc                         | 58       | 0         | 6       | 0         | 0             | 0             | 3        | 0         | 67        | 0         |